# Ист Роки Хил (Њу Џерзи)
Ист Роки Хил (енгл. East Rocky Hill) насељено је место без административног статуса у америчкој савезној држави Њу Џерзи.

## Демографија
По попису из 2010. године број становника је 469.
| Група             | 2000.    | 2010.       |
| Белци             | 0 (0,0%) | 319 (68,0%) |
| Афроамериканци    | 0 (0,0%) | 36 (7,7%)   |
| Азијати           | 0 (0,0%) | 33 (7,0%)   |
| Хиспаноамериканци | 0 (0,0%) | 73 (15,6%)  |
| Укупно            | 0        | 469         |